# Somló
De Somló (Duits: Schomlau) is een berg van het type inselberg in het comitaat Veszprém in het westen van Hongarije. De berg heeft een hoogte van 431 meter boven de zeespiegel en is een uitgedoofde vulkaan. Hij ligt 15 kilometer ten westen van Ajka in een beschermd gebied. De inselberg wordt omgeven door de vlakte van de Kleine Hongaarse Laagvlakte. De bergtop is bedekt met dichte bossen en op de hellingen bevinden zich 315 hectare aan wijngaarden. Op de berg bevinden zich de restanten van kasteel Somló.

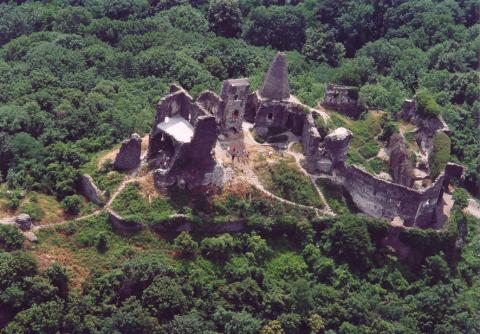

## Wijngebied
Somló is ook de naam van een 832 hectare groot wijngebied in de comitaten Vas en Veszprem in het noordwesten van Hongarije. Het merendeel van het wijngebied ligt op de hellingen van de uitgedoofde vulkaan, bekroond door de ruïnes van een 11e-eeuws kasteel, met uitzicht op de vlakte. De uitsluitend witte wijnen van Somló zijn gemaakt van de druivenrassen Hárslevelű, Furmint, Juhfark, Olaszrizling, Tramini en Chardonnay. Er wordt ook wat Sylvaner verbouwd in de regio.
Terwijl de regio traditioneel bestond uit grote wijngaarden van rijke aristocraten en religieuze instellingen (bijvoorbeeld de Pannonhalma), bestaat het nu uit overwegend kleine percelen, vele daarvan behoren aan parttime of hobby-wijnboeren.

## Trivia
Somlói galuska (betekenis: een meelspijs uit Somló) is een oorspronkelijk van restaurant Gundel afkomstig zoet nagerecht, een meelspijs, gevuld met gemalen walnoten en rozijnen met daarover chocoladesaus en een toef slagroom. Er bestaan van dit nagerecht veel variaties met verschillende andere ingrediënten.